# Голд, Зеэв
Зеэв Голд (ивр. זאב גולד‎, также Вольф Голд, при рождении Вольф Крабчинский; 31 января (5 февраля), 1889 года, Щучин (Польша) — 8 апреля, 1956, Иерусалим, Израиль) — раввин, еврейский активист, один из подписавших декларацию независимости Израиля.

## Биография
Зеэв Голд родился 31 января, 1889 года в Щучине. Отец — раввин Яаков Меир Крабчинский, был вынужден сменить фамилию из-за преследований. Отец Зеэва в юношестве был одним из учеников в Воложинской иешиве поддерживающихся Бродским и входил в группу под названием идиш ברודסקיס יונגע לייט‎. Был членом делегации раввинов в Санкт Петербург. По линии отца Зеэва восемь поколений его семьи были раввинами. Первым учителем Зеэва стал его дед по материнской линии, раввин Йехошуа Гольдвассер. Позже он обучался в иешиве Мир род руководством раввина Элиягу Баруха Камэи. В дальнейшем, Голд перешел в город Лида, где обучался под руководством рабби Ицхака Райнеса в иешиве «Torah Vodaas», где изучение Торы совмещалось с изучением светских дисциплин. С детства славился отличным учеником. В возрасте семнадцати лет Зеэв Гольды был посвящён в сан раввина, раввином Элизэром Рабиновичем из Минска. Женился на девушке по имени Йохевед — дочери раввина Моше Рейклера.
Спустя год Зеэв эмигрировал в Соединённые штаты, где работал раввином в Чикаго, Скрентоне, штат Пенсильвания (до 1912 года), Конгрегация Бейт Яаков Охев Шалом в Бруклине (1912-1919), позже он работал в Сан-Франциско (до 1924 года) и в Конгрегации Шомрей Эмуна в Бруклине (1928—1935).
Голд был одним из пионеров ортодоксального иудаизма в США. Он основал большую школу Талмуд-тору с тысячей учеников в Уильямсберге (район Бруклина), а также иешиву Torah Vodaas. Кроме этого, Зеэв Гольд основал больницу Бейт Моше — первую кошерную больницу в городе. Основал детский дом в Бруклине и педагогический колледж для преподавателей иврита в Сан-Франциско.
В 1914 году он пригласил раввина Меира Берлина (секретаря организации Мизрахи) приехать в Нью-Йорк и организовать филиал Мизрахи в Америке. В течение последующих 40 лет, Зеэв Голд путешествовал по Соединенным Штатам и Канаде где организовывал филиалы движения Мизрахи. В 1932 году он стал президентом движения Мизрахи в Америке.
В 1935 году он эмигрировал в Палестину, где стал заведующим кафедрой изучения Торы и культуры в диаспоре. Он сыграл важную роль в создании новых учебных заведений в диаспоре, посвятив себя в особенности удовлетворению потребности в еврейском образовании дня евреев Северной Африки.
Во время Второй мировой войны он принимал участие в спасения европейских евреев от Холокоста. В 1943 году он отправился в Соединенные Штаты, где он принимал участие в качестве докладчика от имени европейского еврейства в Вашингтонском марше раввинов.
Впоследствии он был членом Еврейского агентства, который возглавлял департамент развития Иерусалима. Зеэв был членом Государственного совета с момента его создания. Участвовал во всех сионистских конгрессов начиная с 13-го и был членом Генерального совета сионистских рабочих. Он участвовал в подписании израильской декларации о независимости в 1948 году. Впоследствии он стал членом учредительного комитета в университете Бар-Илан.
Скончался раввин 8 апреля 1956 года в Иерусалиме. Похоронен был вблизи раввина Меира Берлина.
После себя оставил трех дочерей: Мэри (ставшей женой Сэмюэла Пекарского, подрядчика из Рамат-Гана), Эстер (ставшей женой раввина Дова Каца автора книг по истории), Шуламит (жена известного американского художника) и сына Моисея (ставшего раввином в Нью-Йорке).

## Публикации
- Опубликовал множество статей в разных газетах на разных языках.
- Выпустил сионистские брошюры на религиозные теми (такие как «Израиль», «Что Эзра говорит?» и т. д.)
- Оставил четыре тома рукописей.
- Написал описание еврейских праздников, писал мемуары встреч и переписки с лидерами сионистского движения.

## Увековечение памяти
Через пару лет после его смерти в городе Иерусалим создали учительскую семинарию для еврейских женщин, которую назвали в честь раввина Голда.